# Skontorp Rock
Der Skontorp Rock ist ein Klippenfelsen vor der Südküste Südgeorgiens. Er liegt 1,5 westlich des nördlichen Teils der Rocky Bay.
Der South Georgia Survey kartierte ihn während seiner von 1951 bis 1957 durchgeführten Vermessungskampagne. Das UK Antarctic Place-Names Committee benannte ihn 1958 nach Edvard M. Skontorp (1885–unbekannt), Harpunier des Unternehmens Tønsbergs Hvalfangeri im Husvik Harbour von 1920 bis 1926.